# Bacanius acicularis
Bacanius acicularis är en skalbaggsart som först beskrevs av Fauvel 1891.  Bacanius acicularis ingår i släktet Bacanius och familjen stumpbaggar. Inga underarter finns listade i Catalogue of Life.